# 6947 Andrewdavis
A 6947 Andrewdavis (ideiglenes jelöléssel 1981 ET8) a Naprendszer kisbolygóövében található aszteroida. Schelte J. Bus fedezte fel 1981. március 1-én.